# Шалена карта

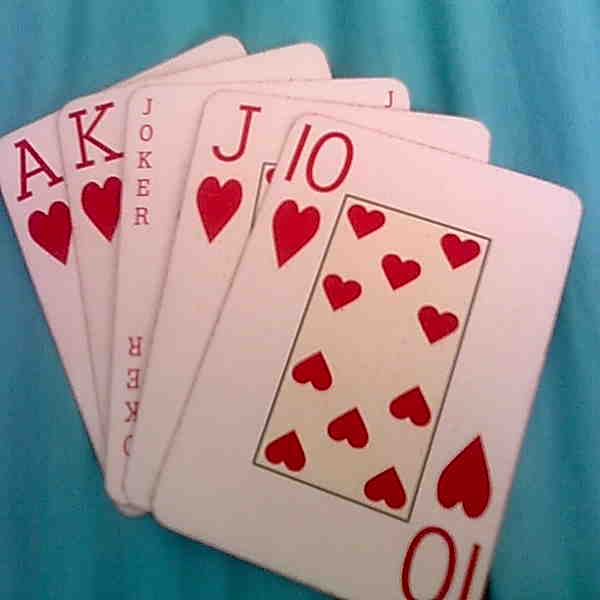
Шалена карта: джокер на заміну дамі

Шалена карта — гральна карта, яку в картярських іграх можна використати замість будь-якої іншої гральної карти, іноді з певними обмеженнями. Часто в ролі шалених карт виступають джокери, але за правилами чи за домовленістю такими можуть бути визначені й інші карти. Шалені карти зустрічаються не тільки в іграх, що використовують стандартну колоду карт, але й в іграх зі спеціальною колодою — наприклад, чорні карти в Уно.
Шалені карти використовуються в деяких різновидах покеру (зазвичай це джокери) та поділяються на вільні й напіввільні. Карти, що не є шаленими, називаються натуральними. Повністю вільну карту можна замінити на натуральну карту будь-якої масті та номіналу. Так, наприклад, у руці з натуральною парою сімок вільну карту можна замінити на третю сімку, щоб отримати сет. Найсильніша можлива рука в грі з вільними картами — це натуральний флеш-рояль. На практиці в казино шалені карти переважно ж бувають лише напіввільними, тобто вони можуть заміняти тільки туз або карту, необхідну для завершення флешу чи стриту. Згідно з цим правилом рука К♠ К♥ Джкр 5♣ 2♥ містить лише пару королів (адже джокер стане за туза), але будь-які чотири карти однієї масті з джокером утворюють флеш, а, наприклад, рука 7♥ Джкр 5♣ 4♥ 3♠ дає стрит.